# Spiridon Gopčević (astronom)
Spiridon Gopčević (pseudonim Leo Brenner), (Trst, 9. srpnja 1855. – Berlin, 1937.) srpski pustolov, astronom, pisac i jedna od najkontroverznijih figura svjetske astronomije.
Nakon pustolovnog života provedenog na ratištima Balkana, uglavnom kao ratni dopisnik i pisac, napušta novinarsku karijeru 1893. Zahvaljujući supruzi iz austrijske plemićke obitelji uspijeva dobiti novčanu potporu da u Malom Lošinju sagradi zvjezdarnicu, koju naziva prema supruzi Manora Sternwarte, Zvjezdarnica Manora. Pod pseudonimom Leo Brenner objavljuje karte mnoštva opažanja Merkura, Venere, Marsa, Jupitera i Saturna. Kao priznanje za obiman posao, izdavaštvo i gostoljubljivost prema onima koji ga posjećuju u Malom Lošinju, jedan krater na Mjesecu dobiva ime Leo Brenner. Ubrzo nakon početka rada zvjezdarnice počinje se javljati sumnja u vjerodostojnost njegovih opažanja pa mu astronomski časopisi odbijaju objavljivati članke. Kao reakciju na to 1899. godine pokreće privatni časopis “Astronomische Rundschau”, koji izlazi do 1909. godine, kad on napušta astronomiju i Mali Lošinj te odlazi u svijet kao pustolov i glazbenik, S. Amerika, Europa. Prvi svjetski rat dočekuje u Berlinu, gdje mu se i gubi svaki trag, pa godina njegove smrti nije poznata.